# Kostka (herb szlachecki)
Kostka (Kostka-Skotowski, Kostka-Szkotowski, Prawdzic odmienny) – kaszubski herb szlachecki, odmiana herbu Prawdzic.

## Opis herbu
Opis z wykorzystaniem zasad blazonowania, zaproponowanych przez Alfreda Znamierowskiego:
W polu błękitnym ponad blankowanym murem czerwonym pół lwa wspiętego, złotego. Klejnot: nad hełmem w koronie pół lwa jak w godle.

## Najwcześniejsze wzmianki
Herb znany tylko z Siebmachera.

## Herbowni
Kostka z przydomkiem Szkotowski (Skotowski). Rodzina ta nosiła pierwotnie herb Dąbrowa, tak jak inne gałęzie Kostków z Kaszub: Podjascy, Mściszewscy, Węsierscy, Gostomscy i inni. Jeden z Kostków-Gostomskich odcisnął też w 1818 pieczęć z herbem Gostomski III.